# Хари Худини
Хари Худини (енгл. Harry Houdini; Будимпешта, 24. март 1874 — Детроит, 31. октобар 1926) је био амерички илузиониста. Право име му је било Ерик Вајс (Erik Weisz). Најпознатији по својим триковима ослобађања из немогућих ситуација попут затворених резервоара испуњених водом док су му руке и ноге биле завезане ланцима. Један од најпознатијих илузиониста у историји чији живот и смрт и данас су остале на неки начин мистерија.

## Биографија

### Детињство и младост
За Худинијевог живота, а и много година касније, биографи се нису слагали око датума и места рођења. Он је тврдио да је рођен у Америци, у Еплтону, граду у држави Висконсин, што се ипак показало да није тачно. Тек је после пронађен родни лист из кога се види да је рођен 24. марта 1874. у Будимпешти и да му је право име Ерик Вајс (по неким изворима може се писати и Ерих Вајс). Његови родитељи, мађарски Јевреји, емигрирали су у Америку 3. јула 1878, кад је Ерику било четири године. У усељеничким књигама његово је име записано као Ерих Вајс. Уз дотадашњи надимак Ехрие, породицу га је почела звати и Американизованом именом Хари.
Хари је био један од седморо деце рабина Мајера Самуела Вајса и Сесилије Штајнер, који су осим њега имали и синове Хермана, Теодора, Леополда, Натана, Вилијама и ћерку Гледис. Детињство је Харију прошло живећи у нехармоничној породици, после родитељских свађа, као тинејџер, неколико пута је бежао од куће, забринутој мајци слао разгледнице које је потписивао са „твој син бегунац“ и опет се враћао кући.
Осим породичним свађама, Худинијево детињство било је обележено и сиромаштвом. Ситуација се није ништа поправила ни кад су деца одрасла јер су се и они међусобно свађали, а нетрпељивост је дошла до врхунца кад се Сади, супруга Харијевог брата Натана, развела од њега и само две недеље касније удала за другог брата, Леополда.
У то доба породица Вајс више није живела у Аплетону, него су прешли у Њујорк, где су се преселили након што су добили америчко држављанство. Хари је као тинејџер радио као електричар, кројач и фотограф, а први наступ, који је најавио по чему ће се прославити, одржао је као деветогодишњак. Са пријатељима из комшилука основао је дечји циркус, у којем је, са црвеним чарапама на ногама наступао на импровизованом трапезу, под уметничким именом „Летећи принц“.
За време шегртовања код једног бравара научио је много тога што ће му помоћи у каснијој каријери. Та је браварска радња била смештена уз полицијску станицу, а како једном приликом полицајци никако нису могли откључати лисице неком затворенику, јер се кључ заглавио у брави, отишли су најближем бравару. Будући да је власник отишао на ручак у радњи је био само Хари који да би им изашао у сусрет комадом жице је за само неколико минута откључао лисице, што му је био први мађионичарски успех.

### Први наступи
Полицајци, а и ослобођени затвореник, аплаудирали су дечаку, а он се после често присећао тог аплауза и лепог осећаја који је тај аплауз побудио у њему. Овај догађај га је подстакао да научи неке трикове и да се опроба се као илузиониста, сматрајући да је такав посао много бољи од рада у фабрици или некој занатској радњи. Код куће је вежбао трикове са картама и откључавање разних брава, па се потом удружио са тада познатим мађионичарем Џеком Хајманом. Кад је његовом партнеру досадило да наступа у кафанама и малим позориштима, заменио га је Харијев брат Теодор, касније познат као Хардин, па су браћа почела да наступају под именом Худини Брадерс. Тада 20-годишњи Хари је уз Американизовани надимак додао и презиме по свом узору, Жан Ежен Робер Удену, француском илузионисту из 19. века, наговорио је и брата да се и он почне тако називати. Много година касније и званично је променио презиме.

### Брак
У брак са Вилхелмином Беатрис Рахнер, коју је упознао после једне од својих представа, је ступио 1893. године. После само 3 недеље познанства су ступили у брак и венчали се два пута, први пут тајно, јер је Вилхелмина, коју је он по њеном другом имену звао Бес, била католикиња па је Худини знао да његов отац не би одобрио тај брак. Нешто касније су се венчали у синагоги, а потом и трећи пут, у католичкој цркви.
Худинију је било само 19 година кад се оженио, још је стварао каријеру, а Бес му је помагала, не само као супруга него и као партнерка на позорници. Њихов брак био је нераскидив, иако нису имали деце. Наводно су обоје због тога патили, а Худини је последње године живота често израђивао фотографске портрете веселих и безбрижних дечјих лица. Медији су писали да је импотентан, други да она не може остати трудна. По неким гласинама, Худини је варао Бес са супругом свог славног пријатеља, писца Џека Лондона, али то никада није било потврђено. Њихови пријатељи такође тврде да не могу замислити Хоудинија у таквој ситуацији и наводе како се често шалио да га се Бес неће решити ни ако он умре пре ње јер ће се вратити на овај свет из загробног живота и потражити је.
Худини је као 20-годишњак био ожењен, имао је посао и зарађивао је све боље јер је стално смишљао нове атрактивне трикове. Као Худинији, Хари и Бес гостовали су по америчким путујућим циркусима изводећи трикове са картама или тачку у којој би Бес „нестала“. Али, кад у једном периоду нису могли да добију нове ангажмане, Худини је 1898., након краткотрајне малодушности, дао оглас у новине у којем је понудио да ће продати све своје трикове за 20 $.
Није нашао купца, али је добио нови посао. Игром случаја је добио прилику да научи да вози авион, а како је био веома спретан и све му је полазило за руком, запослио се као пилот и постао први човек који је успео да долети из Америке у Аустралију. Пре њега је то урадио Колин Дефрис али се његов авион приликом слетања разбио .

### Ослобађања из ланаца и затвора
Одушевљење авијацијом је Худинија оставило исто тако брзо као што га је и освојило. Вратио са својој првој љубави, магији. У једној пивници у Минесоти је извео тачку у којој би га неко - у том случају је био власник пивнице Мартин Бек - завезао у ланце, и Худини бе се за неколико минута ослободио. Власник пивнице Бек се одушевио овом тачком. Бек је осим пивнице имао и Путујући циркус Орфеум и понудио је Худинију посао уз плату од 60 долара недељно, што су тада биле велике паре. Његов циркус био је познат у Америци па је у њему Худини привукао велику пажњу. После турнеје по великим градовима, цела Америка је брујала о човеку којег „никакви ланци не могу задржати“.
Звали су га и „краљем лисица“, свој звездани статус потврдио је годину касније кад је први пут отишао на европску турнеју. У Европи је у сваком граду изазивао локалну полицију да га завеже и стави у ћелију из које би потом на успешно побегао. Наравно, полицајци су сваки пут покушавали да смисле начин да га онемогуће да откључа лисице, не увек неуспешно. Чак су га пре завезивања претраживали, не би ли пронашли скривена некаква помагала за бег, али нису ништа налазили.
На прелазу века, тада 26 годишњи Худини, постао је најуспешнији светски мађионичар који је зарађивао много па је после смрти његова удовица наследила пола милиона долара. Звали су га уметником међу илузионистима, публика је хрлила на његове спектакуларне наступе на којим се ослобађао од лисица, лудачких кошуља, ужади, па чак и из злогласног вашингтонског затвора у коме је робијао Чарлс Гитау, убица америчког председника Џејмса Гарфилда. Тамо га је позвао управник затвора, да провери сигурност смештаја најокорелијих злочинаца. Худини је и одатле побегао без проблема.

### Ослобађања из закључаних резервоара испуњен водом
Почетком 1908. године Худинија су сви покушавали да имитирају. Худини је тада смислио нову атрактивну тачку: бег из закључаног резервоара, напуњеног водом. Најславнији трик из те серије извео је 1913. године када је закључан у резервоар који је био направљен од челика и стакла, испуњен водом, изнад кога је он завезан висио главом надоле. Требало му је само три минута да откључа браве и лисице и да се ослободи.
У то време многи су тврдили да „нико жив не може извести такве трикове“, па су му приписивали натприродне моћи. Худини је, у жељи да демантује такве гласине, објавио књигу Тајне Лисице (Handcuff Secrets) у којој је објаснио своје трикове. У њој је открио да је увек имао „скривени адут“.
За откључавање брава користим снагу мишића, коњску длаку и минијатурне кључеве. Док би ме окивали у ланце максимално бих раширио рамена и благо одмакнуо руке од тела, шта би ми помагало у ослобађању- написао је.
Неко време поседовао је и продавницу мађионичарских трикова „Мартинка“ у Њујорку, али се није прославио као трговац. Данима је седео у радњи, делио аутограме и продавао своје књиге, али не и много више од тога. Од 1923. до 1924. био је и председник удружења америчких мађионичара, али се на тој функцији није дуго задржао јер га нико од колега није трпео. Један од разлога томе је било то што је био неописиво самољубив.

### Филмски послови
На врхунцу славе Худини је снимио и неколико Филмова: 1901. је глумио у француском филму „Оживотворена чудеса славног Худинија у Паризу“ (Merveilleux exploits du celebre Houdini a Paris), затим је у Америци снимио филмски серијал „Господар Мистерија“ (The Master Mystery) као и филмове „Гримова игра“ (The Grim Game) 1919. и „Острво страве“ (Terror Island) 1920. Након тога је основао филмску компанију, Houdini Picture Corporation, међутим ни као глумац, ни као продуцент, није био успешан.

### Повратак илузионизму
После холивудске епизоде се вратио илузионизму и наставио је пред публиком да се ослобађа ланаца и бежи из затвора. Тачке су му постајале све теже и опасније. Бацали би га у хладну реку завезаног лисицама и у закључаној кутији, публика би стрепила над његовим животом, а он би се славодобитно ослобађао и израњао на површину.

### Алтернативне теорије о Худинијевом животу
Иако се трудио да објасни неке своје трикове, Худини је имао више тајни него шта је признавао. Американци Вилијам Калуш и Лери Сломан 2006. године су објавили његову нову биографију „Хоудинијев тајни живот: Како је настао први Амерички суперхерој“ (Secret Life Of Houdini: The Making Of America's First Superhero), и тврдили су да је славни мађионичар био тајни агент. Уочи Првог светског рата је, наводно, током турнеја по Немачкој скупљао војне информације и преносио их америчким и британским војним круговима. Наводно је имао и добре везе са највишим америчким полицијским званичницима, као и са Лондонским Скотланд Јардом.

## У популарној култури
Худини је и после смрти остао славан. О њему је снимљено неколико филмова - најпознатији је „Худини“ из 1953. године, У коме га је глумио Тони Кертис, затим „Велики Хоудини“ из 1976. године, па опет „Худини“ из 1998. Објављена је и поштанска марка са његовим ликом, продају се књиге у којима се објашњавају његови трикови

## Смрт
Худини је, каже званична верзија, умро на наступу 24. октобра 1926. у позоришту Гарик у Детроиту. Смрт је наводно изазвао канадски студент Ј. Гордон Вајтхед који је на претходној представи на Худинијевој турнеји, у Монтреалу тврдио да илузиониста, који је тада био на врхунцу славе, не може да издржи његов ударац у стомак и да су све приче о Худинијевом невероватном прагу бола чиста измишљотина. Самоуверени Худини, који се бавио спортом и увек радо показивао „плочице“ на стомаку, још се није припремио на ударац кад га је изазивач изненадио и свом снагом ударио више пута. Велики Худини се згрчио од бола и пао, а недељу дан после тога је и умро.
- Уморан сам од борбе — биле су његове последње речи. Сахрањен је на јеврејском гробљу Макпелах у Њујорку а да никада није откривено колико је на његову смрт утицао ударац, а колико чињеница што није отишао лекару како му не би забранили завршетак турнеје, иако је већ неколико месеци патио од болова у стомаку и неуобичајеног умора. Многи су сумњали у то да је банална повреда докрајчила човека који је цео живот пркосио смрти и био у сјајној телесној кондицији, па је то одмах распирило машту јавности. Већ неколико дана након његове смрти осванули су наслови у многим новинама — да ли је Худини убијен?

По једној теорији, подметнут му је отров, што би требало да покажу испитивања остатака његових костију, косе и ноктију. Ако би то било потврђено, главни осумњичени остаће група спиритуалиста који су му, наводно, здушно желели смрт јер је исмејавао њихово дозивање духова умрлих и јавно их називао преварантима. Предводио их је сер Артур Конан Дојл, британски аутор крими-романа познат и као творац Шерлока Холмса.
Худини и Дојл су били пријатељи, али су их удаљили ставови о спиритуализму. Наиме, славни писац био је фасциниран тајновитим и, неки тврде под утицајем своје супруге, склон празноверју, па је мислио и да Худини има натприродне моћи, што је и описао у свом делу „На ивици непознатог“ (The Edge Of The Unknown), али Худини је тврдио супротно. Худини је „долио уље на ватру“ кад је 1924. године разоткрио групу видовњака који су лаковерним узимали велики новац за „разговор са умрлима“. После тога му је Дојл послао писмо у коме је, међу осталог, написао:- Добићеш специјални дезерт ... Мислим да ускоро долази дан наплате.
Ипак, Дојл није главни осумњичени за Худинијеву смрт, него Бостонска видовњакиња Мина Маргери Крандон коју је Худини назвао варалицом. Но, и она и Дојлова супруга недуго након Худинијеве смрти су међу првима изразиле саучешће Худинијевој супрузи и понудили јој помоћ.

## Књиге
Худини је објавио доста књига током своје каријере, мада су неке писане и у сарадњи са његовим добрим пријатељем Валтер Браун Гибсоном:
- The Right Way to Do Wrong (1906)
- Handcuff Secrets (1907)
- The Unmasking of Jean Eugène Robert-Houdin (1908)
- Magical Rope Ties and Escapes (1920)
- Miracle Mongers and their Methods (1920)
- Houdini's Paper Magic (1921)
- A Magician Among the Spirits (1924)
- Under the Pyramids (1924) са H. P. Lovecraft.